# Skittenelv
Skittenelv est une localité du comté de Troms, en Norvège.

## Géographie
Administrativement, Skittenelv fait partie de la kommune de Tromsø.